# SSV Jahn Regensburg
SSV Jahn Regensburg, tysk fotbollsklubb från Regensburg.
Jahn Regensburg är den största fotbollsklubben i Regensburg, och har spelat i 2. Bundesliga. Under en period var Mario Basler tränare för klubben, dock utan större framgångar.